# Giải vô địch bóng đá châu Âu 2012 (trận tranh vé vớt)

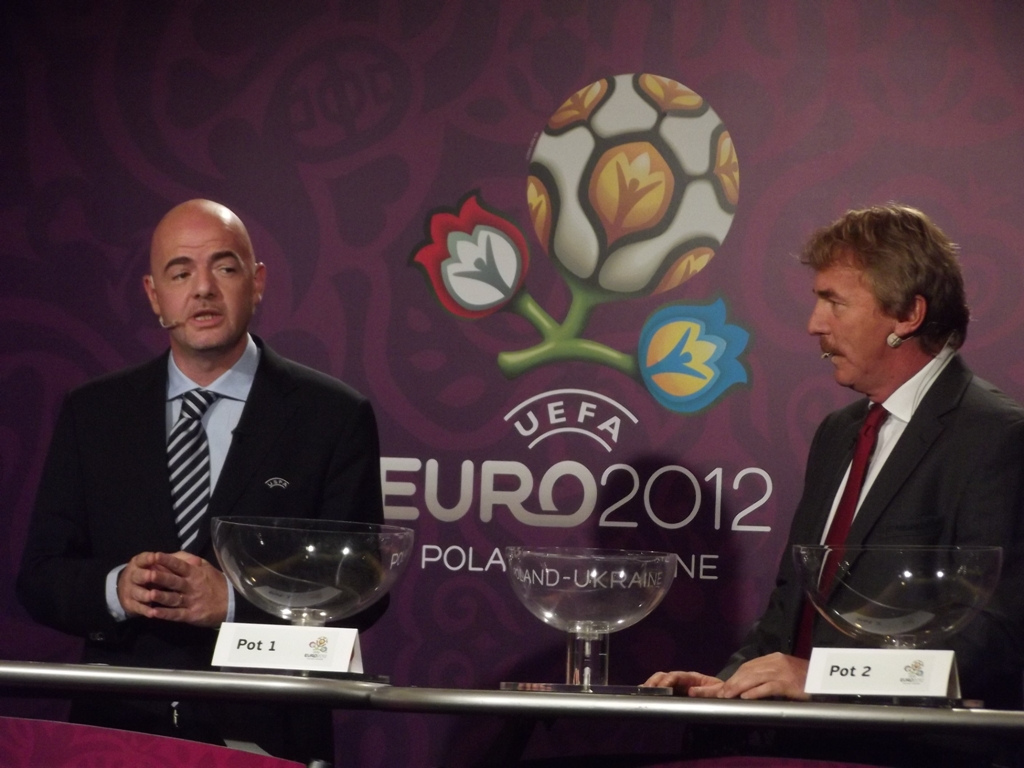
Gianni Infantino (trái) và Zbigniew Boniek tại lễ bốc thăm vòng play-off

Trận tranh vé vớt vòng loại giải vô địch bóng đá châu Âu 2012 diễn ra giữa 8 đội nhì bảng chia thành 4 cặp thi đấu loại trực tiếp sân nhà - sân khách để giành 4 suất còn lại. Các trận đấu ở vòng play-off sẽ diễn ra trong các ngày 11 và 15 tháng 11 năm 2011.

### Thứ tự các đội nhì bảng
4 đội nhì bảng có vị trí cao hơn trong bảng xếp hạng hệ số của UEFA sẽ được ưu tiên đá trận lượt về trên sân nhà.
Thứ tự các đội nhì bảng
| Bảng | Đội bóng             | St | T | H | B | Bt | Bb | Hs | Btsk | Điểm |
| ---- | -------------------- | -- | - | - | - | -- | -- | -- | ---- | ---- |
| E    | Thụy Điển            |    | 6 | 0 | 2 | 20 | 11 | +9 | 8    | 18   |
| H    | Bồ Đào Nha           |    | 5 | 1 | 2 | 21 | 12 | +9 | 8    | 16   |
| F    | Croatia              |    | 5 | 1 | 2 | 12 | 6  | +6 | 5    | 16   |
| B    | Cộng hòa Ireland     |    | 4 | 3 | 1 | 10 | 6  | +4 | 4    | 15   |
| D    | Bosna và Hercegovina |    | 4 | 2 | 2 | 9  | 8  | +1 | 4    | 14   |
| I    | Cộng hòa Séc         |    | 4 | 1 | 3 | 12 | 8  | +4 | 9    | 13   |
| C    | Estonia              |    | 4 | 1 | 3 | 13 | 11 | +2 | 7    | 13   |
| G    | Montenegro           |    | 3 | 3 | 2 | 7  | 7  | 0  | 2    | 12   |
| A    | Thổ Nhĩ Kỳ           |    | 3 | 2 | 3 | 8  | 10 | −2 | 1    | 11   |

| Chú thích                               |
| --------------------------------------- |
| Đội giành quyền dự thắng vòng chung kết |
| Đội phải thi đấu ở vòng play-off        |

### Phân nhóm

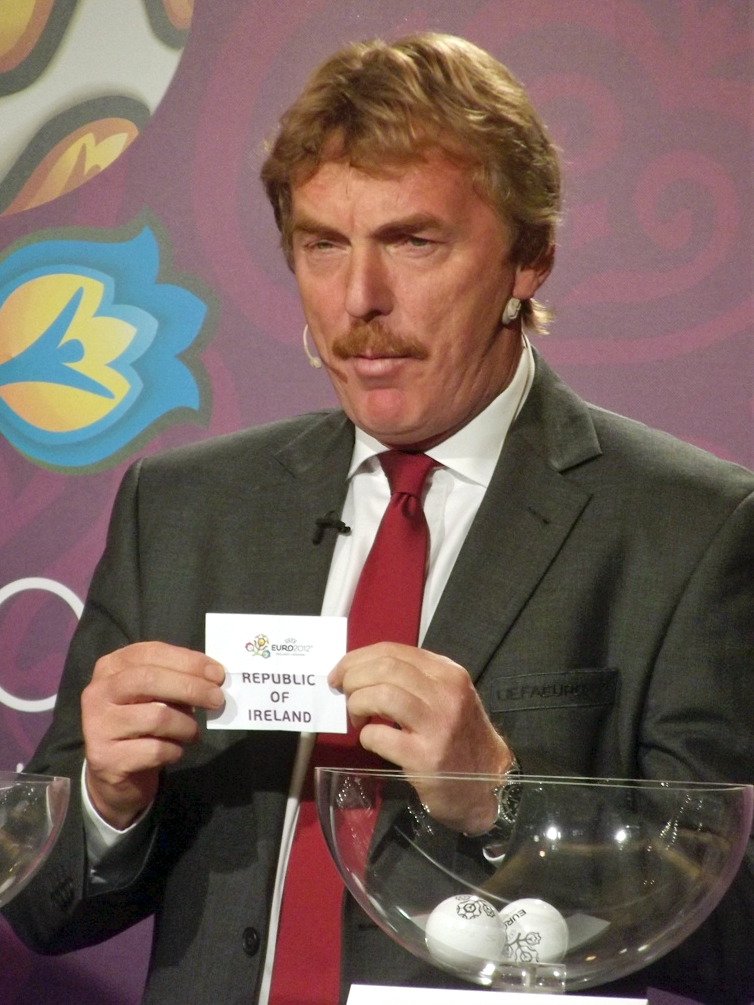
Zbigniew Boniek tại lễ bốc thăm

Lễ bốc thăm cho các trận play-off được tổ chức vào ngày 13 tháng 10 năm 2011 tại Kraków, Ba Lan, để xác định bốn cặp cũng như thứ tự của các đội nhì bảng.
Lễ bốc thăm được điều hành bởi Tổng thư ký UEFA Gianni Infantino và cựu tiền đạo huyền thoại của ĐT Ba Lan, Zbigniew Boniek, đại sứ của vòng chung kết EURO 2012. Các trận lượt đi vòng play-off diễn ra vào ngày ngày 11, trận lượt về vào ngày 15 tháng 11 năm 2011.
Kết quả của các hạt giống như sau:
| Nhóm (hạt giống) | Nhóm (hạt giống) | Nhóm (hạt giống) |
| Đội              | Điểm             | Thứ tự           |
| ---------------- | ---------------- | ---------------- |
| Croatia          | 32.723           | 7                |
| Bồ Đào Nha       | 31.202           | 11               |
| Cộng hòa Ireland | 28.203           | 13               |
| Cộng hòa Séc     | 27.982           | 15               |

| Nhóm 2 (không phải hạt giống) | Nhóm 2 (không phải hạt giống) | Nhóm 2 (không phải hạt giống) |
| Đội                           | Điểm                          | Thứ tự                        |
| ----------------------------- | ----------------------------- | ----------------------------- |
| Thổ Nhĩ Kỳ                    | 27.601                        | 18                            |
| Bosna và Hercegovina          | 27.199                        | 19                            |
| Montenegro                    | 21.876                        | 35                            |
| Estonia                       | 20.355                        | 37                            |

### Trận đấu
| Đội 1                | TTS | Đội 2            | Lượt đi | Lượt về |
| -------------------- | --- | ---------------- | ------- | ------- |
| Thổ Nhĩ Kỳ           | 0–3 | Croatia          | 0–3     | 0–0     |
| Estonia              | 1–5 | Cộng hòa Ireland | 0–4     | 1–1     |
| Cộng hòa Séc         | 3–0 | Montenegro       | 2–0     | 1–0     |
| Bosna và Hercegovina | 2–6 | Bồ Đào Nha       | 0–0     | 2–6     |

### Lượt đi
| Bosna và Hercegovina | 0-0      | Bồ Đào Nha |
| -------------------- | -------- | ---------- |
|                      | Chi tiết |            |

| Thổ Nhĩ Kỳ | 0-3      | Croatia                               |
| ---------- | -------- | ------------------------------------- |
|            | Chi tiết | Olić 2' · Mandžukić 32' · Ćorluka 51' |

| Cộng hòa Séc            | 2-0      | Montenegro |
| ----------------------- | -------- | ---------- |
| Pilař 63' · Sivok 90+2' | Chi tiết |            |

| Estonia | 0-4      | Cộng hòa Ireland                                   |
| ------- | -------- | -------------------------------------------------- |
|         | Chi tiết | Andrews 13' · Walters 67' · Keane 71', 88' (ph.đ.) |

### Lượt về
| Croatia | 0–0      | Thổ Nhĩ Kỳ |
| ------- | -------- | ---------- |
|         | Chi tiết |            |

Croatia thắng với tổng tỉ số 3-0 và giành quyền tham dự Euro 2012.
| Montenegro | 0–1      | Cộng hòa Séc |
| ---------- | -------- | ------------ |
|            | Chi tiết | Jiráček 81'  |

Cộng hòa Séc thắng với tổng tỉ số 3-0 và giành quyền tham dự Euro 2012.
| Cộng hòa Ireland | 1–1      | Estonia       |
| ---------------- | -------- | ------------- |
| Ward 32'         | Chi tiết | Vassiljev 57' |

Ireland thắng với tổng tỉ số 5-1 và giành quyền tham dự Euro 2012.
| Bồ Đào Nha                                                 | 6–2      | Bosna và Hercegovina               |
| ---------------------------------------------------------- | -------- | ---------------------------------- |
| Ronaldo 8', 53' · Nani 24' · Postiga 72', 82' · Veloso 80' | Chi tiết | Misimović 41' (ph.đ.) · Spahić 65' |

Bồ Đào Nha thắng với tổng tỉ số 6-2 và giành quyền tham dự Euro 2012.

## Danh sách cầu thủ ghi bàn
2 bàn
| - Robbie Keane | - Hélder Postiga | - Cristiano Ronaldo |  |

1 bàn
| - Zvjezdan Misimović - Emir Spahić - Vedran Ćorluka - Mario Mandžukić - Ivica Olić | - Petr Jiráček - Václav Pilař - Tomáš Sivok - Konstantin Vassiljev - Keith Andrews | - Jonathan Walters - Stephen Ward - Nani - Miguel Veloso |

## Thẻ phạt
| 1 thẻ đỏ - Senad Lulić - Raio Piiroja - Andrei Stepanov 2 thẻ vàng - Raio Piiroja - Andrei Stepanov 1 thẻ vàng - Edin Džeko - Sanel Jahić - Haris Medunjanin - Saša Papac - Elvir Rahimić - Sejad Salihović - Emir Spahić - Vedran Ćorluka - Tomislav Dujmović - Mario Mandžukić - Ivica Olić - Domagoj Vida - Milan Baroš - Václav Pilař - Jan Rezek - Tomáš Sivok | 1 thẻ vàng (tiếp) - Jarmo Ahjupera - Sergei Pareiko - Taavi Rähn - Martin Vunk - Dejan Damjanović - Nikola Drinčić - Miodrag Džudović - Milan Jovanović - Savo Pavićević - Milorad Peković - Stefan Savić - Mirko Vučinić - Fábio Coentrão - Hélder Postiga - Hamit Altıntop - Serkan Balcı - Hakan Balta - Emre Belözoğlu - Caner Erkin - Selçuk İnan - Egemen Korkmaz - Sabri Sarıoğlu - Arda Turan |